# Annise Parker
Annise Danette Parker, född 17 maj 1956 i Spring Branch i Houston, Texas, är en amerikansk politiker som var borgmästare i staden Houston från 2 januari 2010 till 2 januari 2016. Hon är stadens andra kvinnliga borgmästare och landets första öppet homosexuella borgmästare som valts i en större amerikansk stad. Hon fick 53 procent av rösterna. Parker tillhör demokratiska partiet och har arbetat i Houstons stadsförvaltning elva år. Under sin valkampanj fick Parker starkt stöd från organisationer för homosexuella i hela landet.
Parker och hennes partner, Kathy Hubbard, har varit tillsammans sedan 1990. Den 16 januari 2014 gifte sig Parker med Hubbard.